# Sea Dragon

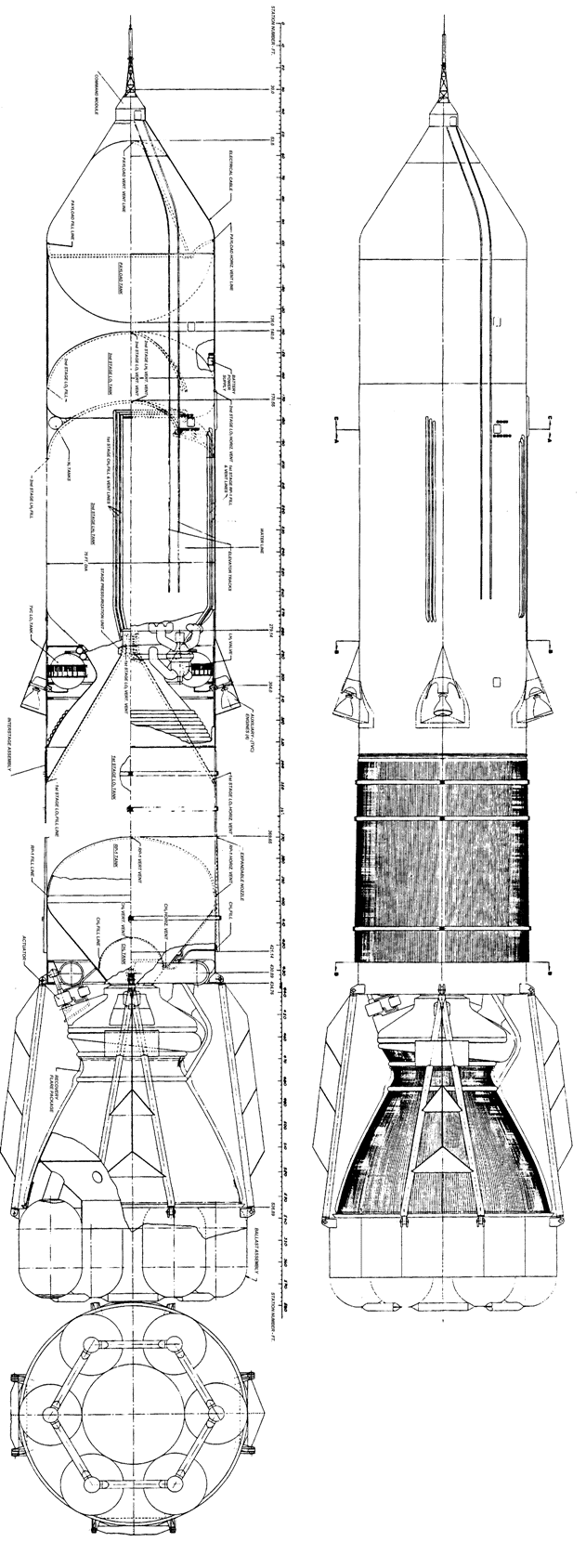
Zeichnung der Sea Dragon

Die Sea Dragon von 1962 war ein Projekt, eine Trägerrakete mit mehr als 500 Tonnen Nutzlast zu konstruieren. Sie ist bis heute die größte Rakete, die je projektiert wurde.
Die Größe der Rakete bedingt es, dass sie in einer Schiffswerft gebaut und dann in horizontaler Lage auf einem Ponton an den Abschussort geschleppt wird. Dort angekommen werden die Ballastkammern des Pontons geflutet, so dass die Rakete nun senkrecht im Wasser die Startposition einnimmt.
Da die Konstruktionsfirmen Aerojet und Truax von einer Preisspanne von 59 bis 620 US-Dollar pro Kilogramm beförderte Nutzlast ausgingen, erregte das Projekt die Aufmerksamkeit der amerikanischen Raumfahrtbehörde NASA. Sie ließ die Nutzlastkosten von unabhängiger Stelle nachrechnen und bekam die Angaben von Aerojet bestätigt, das Projekt wurde trotzdem eingestellt. Nutzlastkosten beim Space Shuttle lagen bei rund 18.000 US-Dollar/kg.
In der Nähe der US-Luftwaffenbasis Vandenberg kaufte die Regierung einen Küstenabschnitt namens Sudden Ranch, wo die Starts der Sea Dragon hätten stattfinden sollen. Sudden Ranch ist ein nahezu ideal gelegener Ort: Er liegt in der Nähe von Schiffswerften, und im Süden von Sudden Ranch liegt nur Ozean, also kein besiedeltes Gebiet. Dies ist bei Starts in eine polare Umlaufbahn von großem Vorteil.

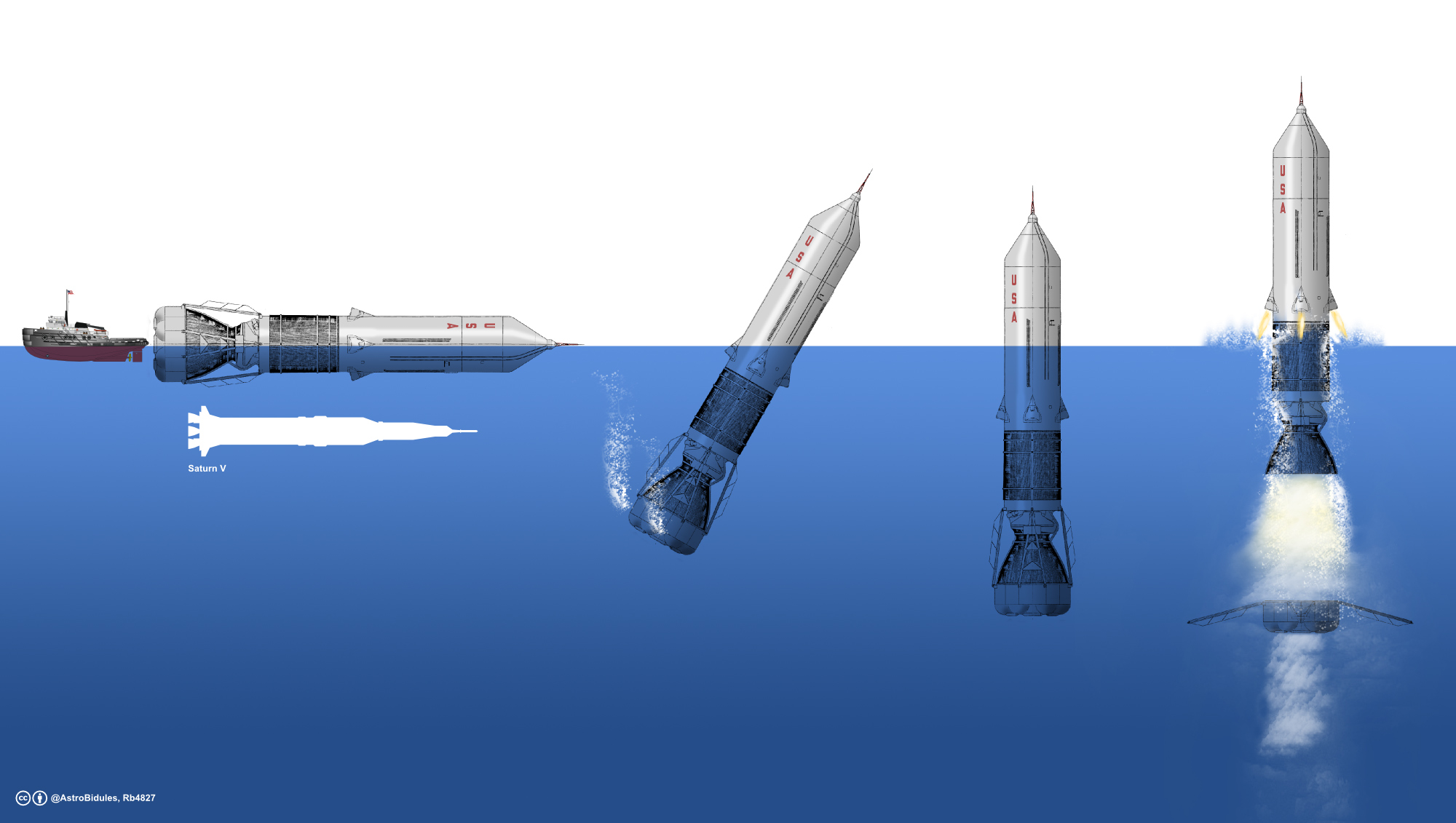
Prinzip der Sea Dragon

## Hauptmerkmale
|               | Sea Dragon                                               | Vergleich                                   |
| ------------- | -------------------------------------------------------- | ------------------------------------------- |
| Höhe:         | 150 bis 168 m                                            | Saturn V: 110 m1                            |
| Durchmesser:2 | 23 m                                                     | Saturn V: 13 m                              |
| Nutzlast:     | 450 bis 550 t3                                           | Saturn V: 120 t4 Space Shuttle: max. 29,5 t |
| Antrieb:      |                                                          |                                             |
| 1. Stufe:     | 1 Triebwerk, RP-1-Kerosin und flüssiger Sauerstoff       |                                             |
| 2. Stufe:     | 1 Triebwerk, flüssiger Wasserstoff, flüssiger Sauerstoff |                                             |
| Startkosten:  | 300 Millionen US-Dollar                                  | Space Shuttle: 1,5 Milliarden US-Dollar     |

1. mit Nutzlast (Mondfähre an der Spitze)
2. an der Basis
3. niedriger Erdorbit (LEO)
4. niedriger Erdorbit; die Nutzlast, die zum Mond gebracht werden konnte, war wesentlich geringer
5. Geldwert von 1962, siehe Inflation

## Bauweise
Einzelne Triebwerke an jeder Stufe wurden an Stelle von Mehrfachtriebwerken favorisiert, welche schwieriger zu handhaben sind. Um Treibstoffpumpen einzusparen, sollte der Treibstoff unter hohem Druck stehen – was dickwandige Treibstoffbehälter erfordert. Angesichts der Größe der Rakete ist die Dicke der Tankwand von untergeordneter Wichtigkeit, da das Verhältnis Leergewicht des Tanks zu Treibstoffgewicht sowieso kleiner ist als bei herkömmlichen kleineren Trägerraketen.

## Anwendungen
Die Rolle der Sea Dragon, wäre sie jemals gebaut worden, wäre durch ihre Nutzlast von 550 Tonnen definiert worden. Mit einer solchen Kapazität ließen sich
- komplette Mond- oder Planetenbasen transportieren, was langwierige und kostspielige Bauarbeiten am Zielort vermeiden würde.
- Raumfähren ins Weltall bringen, die genügend groß sind, um Passagieren mehr Komfort zu bieten. Beschäftigungsmöglichkeiten in Arbeit und Freizeit sowie die Erfüllung von sozialen Rollen wären auf mehrjährigen Reisen ein großes Problem.

## Trivia
In der Streamingserie For All Mankind (2019), die in einer alternativen Realität den Wettlauf um den Mond darstellt, wird die Sea Dragon realisiert und ab 1973 zum Schwerlasttransport zum Mond eingesetzt, u. a. zum Transport einer Mondstation.